# Jean-Louis Grinda
Jean-Louis Grinda, né le 25 janvier 1960 à Monaco, est un metteur en scène et homme politique monégasque. Il est directeur de l'Opéra de Monte-Carlo de 2007 à 2022 et directeur des Chorégies d'Orange depuis 2016.

## Biographie

### Famille et formation
Il est le fils de Guy Grinda (1923-2005), baryton devenu directeur des Opéras de Reims, de Dijon et de Toulon et chargé de la programmation à l'Opéra de Monte-Carlo.
Il obtient une licence en sciences économiques à l'université Paris II en 1981.

### Carrière professionnelle

#### Directeur
Jean-Louis Grinda devient secrétaire artistique à l'Opéra d'Avignon en 1982, avant d'être nommé directeur adjoint du Grand Théâtre de Reims en septembre 1985, puis directeur l'année suivante. En août 1996, il devient directeur de l'Opéra royal de Wallonie à Liège. En juin 2007, il quitte la cité wallonne pour prendre la tête de l'Opéra de Monte-Carlo.
En décembre 2015, il est choisi par le conseil d'administration du festival pour devenir directeur des Chorégies d'Orange en 2018 et succéder à Raymond Duffaut, en poste depuis 1982. La démission de ce dernier en mars 2016 amène Grinda à prendre ses fonctions de façon anticipée.
Le 31 décembre 2022, il quitte la direction de l'Opéra de Monte-Carlo, remplacé dès le 1er janvier 2023 par la cantatrice Cecilia Bartoli, une cantatrice mezzo-soprano italienne.

#### Metteur en scène
Jean-Louis Grinda a porté le niveau de l'opéra régional au plus haut ; on lui doit notamment d'avoir persuadé José van Dam de chanter le rôle-titre dans une nouvelle version de L'Homme de la Mancha jouée en 1998 et 1999.
Outre ses fonctions directoriales, il a assuré de nombreuses mises en scène :
- 1999 : adaptation en français et mise en scène de Chantons sous la pluie, à l'Opéra royal de Wallonie, à Liège. À l'affiche du Théâtre de la Porte-Saint-Martin à Paris pendant quatre mois, cette production est consacrée, en 2001, Molière du meilleur spectacle musical ;
- 2000 : Titanic à Liège ;
- 2003 : il entame en mai la mise en scène de la Tétralogie de Wagner, avec une reprise en 2005.
- 2007 : Marius et Fanny de Vladimir Cosma, inspiré des deux premières pièces de la trilogie marseillaise de Marcel Pagnol, à l'Opéra de Marseille ;
- 2018 : Mefistofele d'Arrigo Boito, dans le cadre des Chorégies d’Orange
- 2019 : Guillaume Tell de Gioachino Rossini, dans le cadre des Chorégies d’Orange
- 2021 : Samson et Dalila (opéra), Camille Saint-Saëns dans le cadre des Chorégies d'Orange

### Fonction politique
Jean-Louis Grinda est membre du Conseil national de Monaco depuis 2013. Il est réélu en 2018 puis en 2023.
Le 16 février 2023, il est élu par ses pairs, à l'unanimité, vice-président du Conseil national. 

## Distinctions
- Chevalier des Arts et des Lettres
- Chevalier de l'ordre de Léopold
- Officier de l'ordre du Mérite culturel de Monaco[6]
- Citoyen d'honneur de Liège[7]